# Баленко Олександр Олександрович
Олександр Олександрович Баленко (нар. 26 лютого 1976) — український та російський футболіст, захисник.

## Життєпис
Вихованець ДЮСШ міста Славутич. На початку кар'єри виступав за аматорські команди й клуби нижчих ліг чемпіонату України.
У 1997 році перейшов у клуб вищого дивізіону Росії «Факел» (Воронеж), але зіграв за нього лише один матч у Кубку Росії. Потім декілька років виступав у Росії за «Оскол» (Старий Оскол), московський клуб «Спартак-Чукотка» і пермський «Амкар». З московською командою став переможцем зонального турніру другої ліги 1999 року. У пермському клубі не зміг заграти за станом здоров'я і через півтора року покинув клуб.
У середині 2000-х років виступав за клуби чемпіонату В'єтнаму.
Наприкінці кар'єри грав за українські клуби першої ліги — сімферопольський «Ігросервіс» і хмельницьке «Поділля». У 31-річному віці завершив професіональну кар'єру.

## Досягнення
- Другий дивізіон Росії
  -  Чемпіон (1): 1999 (зона «Центр»)